# Tectaria luchunensis
Tectaria luchunensis är en ormbunkeart som beskrevs av S. K. Wu. Tectaria luchunensis ingår i släktet Tectaria och familjen Tectariaceae. Inga underarter finns listade.